# SH-09B
docomo SMART series SH-09B（ドコモ スマート シリーズ エスエイチ ゼロ きゅう ビー）は、シャープが開発した、NTTドコモの第三世代携帯電話（FOMA）端末、docomo SMART seriesの一つである。

## 概要
シャープ製では初めてとなるdocomo SMART seriesの端末。胸ポケットやバッグに入れても邪魔にならない厚さ11.4ミリのすっきりとした薄型ボディに、ヘアライン調のステンレスパネルをフロントパネルに採用したスリムデザインの折りたたみ式。
辞書機能が充実しており、利用頻度の高い国語・英和・和英に加え、ビジネスシーンでも役立つカタカナ新語・スペリング・現代英語用法の実用系の辞典を内蔵している。収録されている内蔵コンテンツは、「明鏡国語辞典MX」「ジーニアス英和辞典MX」「ジーニアス和英辞典MX」「用例でわかるカタカナ新語辞典改訂第2版」「カタカナで引くスペリング辞典」「オックスフォード実例現代英語用法辞典」の6種類。特に国語・英和・和英は、SH-01Bの場合、国語約4.7万語＋英和約4.6万語＋和英約5.6万語＝合計約14.9万語、これに対しSH-09Bは国語約5.8万語＋英和約8.9万語＋和英約6.9万語＝合計約21.6万語と収録語句数が約1.5倍に倍増。また専用の辞書ボタンを装備しており、調べたいと思い立った時にワンタッチで辞書機能を素早く起動させて、すぐに調べる事ができるほか、検索後に別の辞書で調べたい時にはメールボタンを押すだけで辞書切り替えがスピーディーに行える。さらに辞書の説明文中に分からない言葉や気になる語句があれば、メールボタンを押すことでその言葉の意味を再検索することもできる。
有効画素数約530万画素のメインカメラは、カメラ機能として、撮影環境や被写体に合わせて最適な撮影モードを自動的に判別して切り替える「シーン自動認識」や最大10人までよく撮影する顔を登録しておくと撮影時に顔認識を行い、優先的にピントを合わせて撮影できる「個人検出」、個人検出を行って撮影した画像に名前情報も一緒に保存でき、表示させたい名前を検索すれば、その人が写った写真だけを素早く表示できる「個人アルバム」を搭載している。またメインカメラを活用した実用機能も充実しており、辞書ボタン長押しで「ラクラク瞬漢／瞬英ルーペ」機能を起動、カメラを使って文字の上をかざすと、漢字や英単語を読み取って、漢字の読みや英単語の意味を調べられ、読み取った文字を内蔵辞書で検索することも可能。またカメラで名刺を撮影するだけで文字情報を読み取り、名前や電話番号などを電話帳に一括登録できる「名刺リーダー」、電車の時刻表や会議のホワイトボードなどを斜めに撮影した時の画像の傾きや白い背景の文字画像を読みやすいように補正して、撮影画像をメモとして利用できる「ショットメモ」、雑誌や新聞などの複数行の文章を読み取り、メールやメモに貼り付けて活用できる「コラムリーダー」、お店の情報を電話帳に登録できる「情報リーダー」も搭載している。
メール機能は、画面を上下2分割して、受信メールを表示させながら返信メールが作成できる「メール参照返信」、メール作成時や返信時に定型文や学習した文字を自動表示することで、よく使う挨拶や短文のメール入力がスムーズに行える「クイック定型文入力」、受信メールに表示されたメールアドレスを簡単に電話帳に登録できる「アドレス簡単登録」などの便利機能を搭載。
その他、専用エンジンにより周囲が騒がしくても、通話する人の声と周囲の雑音を区別して、くっきり聞きやすい音声で通話できる「トリプルくっきりトーク」、ケータイを開いたときに約1秒間現在時刻を大きく表示してひと目で確認できる「クイック待受時計」、自局番号表示画面からiモードボタンやメールボタンを押すだけで赤外線通信やiC送信を利用して電話番号やメールアドレスの交換が簡単に行える「プロフィールクイック交換」、着信音を鳴らしたり、着信ランプを点滅させたりして、電話の着信や通話を装うことができ、夜道での一人歩き時の防犯対策にも役立つ「見せかけコール」、目覚ましなどのアラームを止めた時に事前登録しておいたその日の予定があれば、スケジュールを自動起動する「アラーム連動スケジュール」を搭載している。
| 主な対応サービス                   | 主な対応サービス                                                    | 主な対応サービス                       | 主な対応サービス                                 |
| ---------------------------------- | ------------------------------------------------------------------- | -------------------------------------- | ------------------------------------------------ |
| タッチパネル                       | FOMAハイスピード7.2Mbps(受信)                                       | Bluetooth                              | DCMX／おサイフケータイ                           |
| iアプリオンライン／地図アプリ      | 直感ゲーム(※1)／メガiアプリ                                         | iウィジェット                          | マチキャラ／iコンシェル                          |
| ホームU／ポケットU                 | GPS／ケータイお探し                                                 | デコメール／デコメ絵文字／デコメアニメ | iチャネル                                        |
| 着もじ                             | テレビ電話(※2)／キャラ電                                            | ケータイデータお預かりサービス         | フルブラウザ                                     |
| おまかせロック／バイオ認証         | 外部メモリーへiモードコンテンツ移行／ユーザーデータ一括バックアップ | トルカ                                 | iC通信／iCお引越しサービス                       |
| きせかえツール／ダイレクトメニュー | バーコードリーダ／名刺リーダ                                        | 2in1                                   | エリアメール／ソフトウェアーアップデート自動更新 |
| GSM／3Gローミング（WORLD WING）    | 着うたフル／うた・ホーダイ                                          | Music&Videoチャネル／ビデオクリップ    | デジタルオーディオプレーヤー(AAC)(WMA)           |

※1 「しゃべる」「振る／傾ける」に対応。
※2 インカメラがないため、相手の顔を見ながら、自画像を送信することはできない（メインカメラを利用して自画像を送信することは可能）。

### ワンセグ機能
- EPG（録画予約も可）
- 外部メモリ（microSD）への録画
- 字幕放送
- マルチウィンドウ
- 同社液晶テレビ「AQUOS」にも採用されている、映像をより鮮やかに再現する「SV (Super Vivid) エンジン」

## プリインストールiアプリ
- shokufit
- i Bodymo（iボディモ）アプリ
- KARADA TUNE
- Myきせかえクリエイター for SH
- DCMXクレジットアプリ
- iD設定アプリ
- モバイルGoogleマップ
- ドコモwebメール
- ネット辞典
- Gガイド番組表リモコン
- モバイルSuica登録用iアプリ
- iアバターメーカー
- マクドナルドトクするアプリ
- 地図アプリ
- iアプリバンキング
- 楽オク☆アプリ
- SH-MODE INFO
- お天気予報ウィジェット
- Start! iウィジェット
- ROID ウィジェット2
- 株価アプリ
- iWウォッチ
- かざす請求書
- ドコモ料金案内
- FOMA通信環境確認アプリ
- ヨドバシゴールドポイントカード
- ビックポイント機能付きケータイ
- モバイルAMCアプリ

上記のアプリの他、ドコモマーケットなどから、様々なアプリケーションをダウンロードし利用することが可能となる。